# Rejon sortawalski

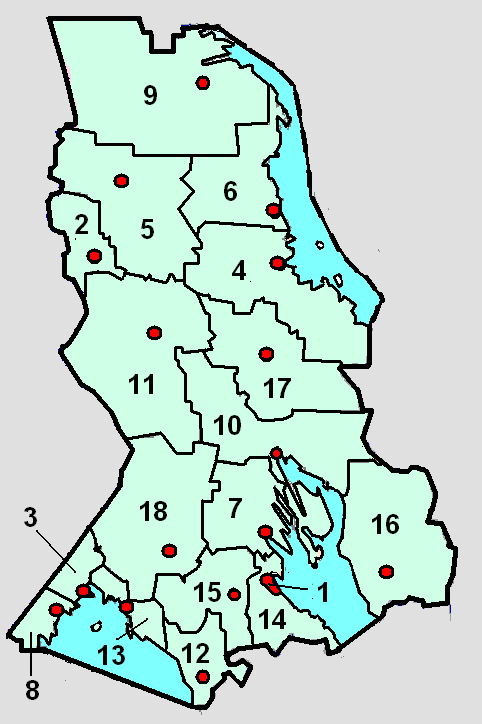
Podział administracyjny Karelii. Rejon sortawalski oznaczony numerem 3.
Czerwony punkt na terenie rejonu pokazuje lokalizację ośrodka administracyjnego

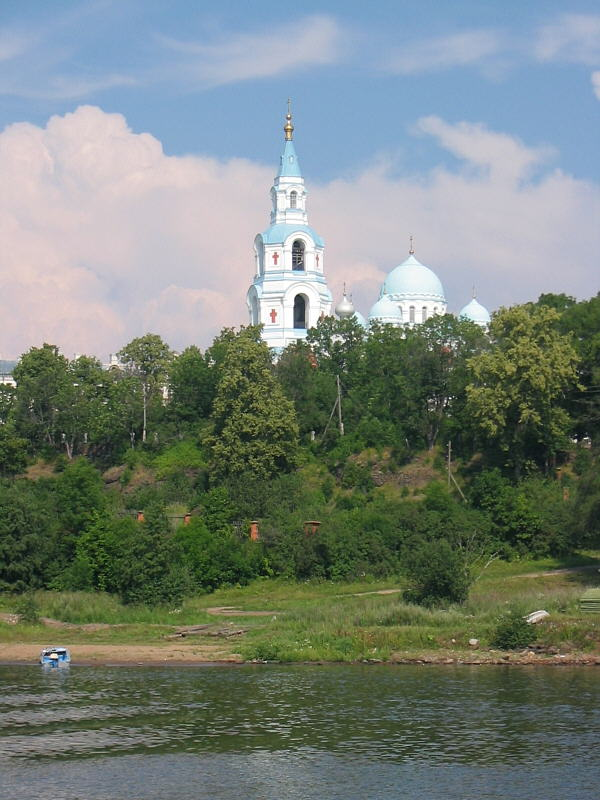
Monastyr Walaamski na należącej do rejonu wyspie Walaam

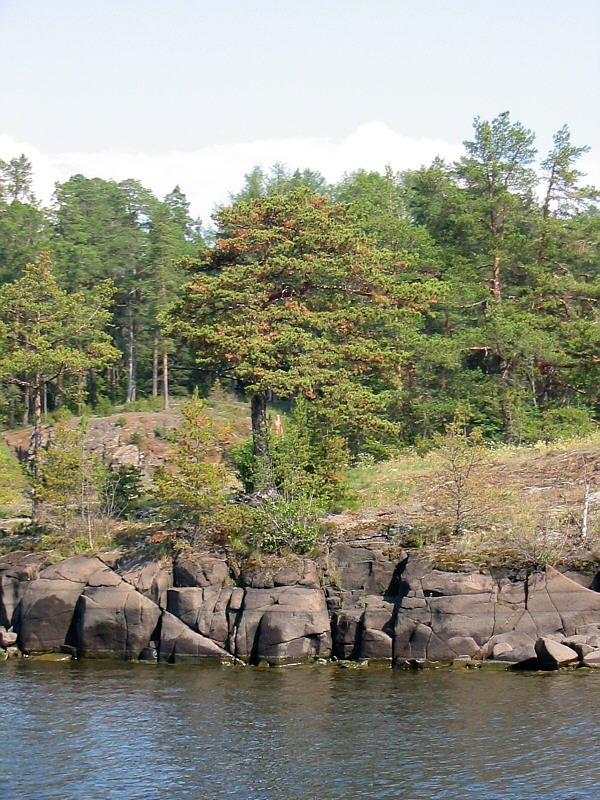
krajobraz wchodzącej w skład rejonu wyspy Walaam

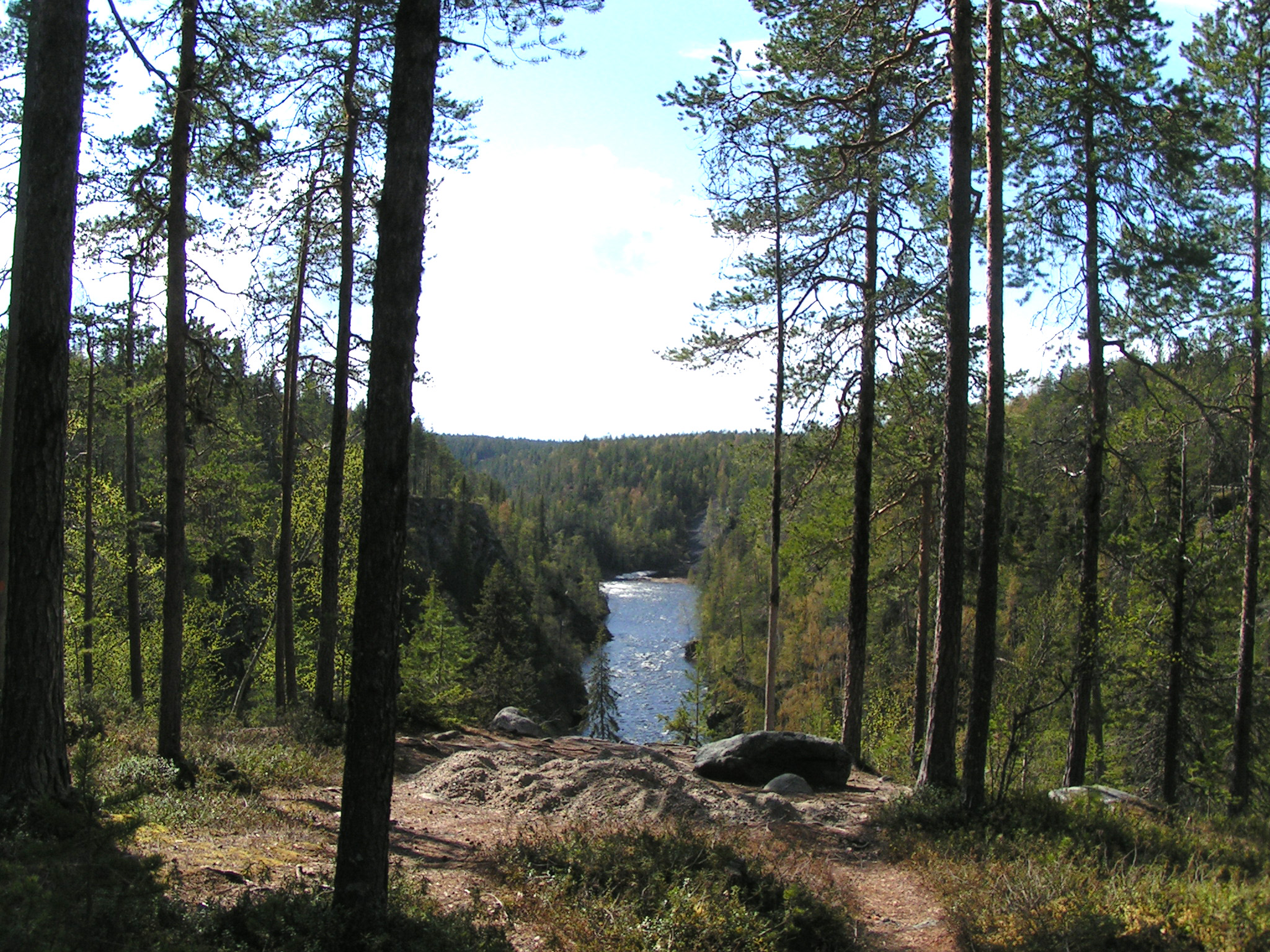
karelski krajobraz

Rejon sortawalski – rejon w północno-zachodniej Rosji, wchodzący w skład rosyjskiej Republiki Karelii.

## Położenie
Rejon leży na południowym zachodzie Karelii, nad jeziorem Ładoga.
W jego skład wchodzą również niektóre wyspy, położone na jeziorze Ładoga. Największą z nich jest Wałaam.

## Charakterystyka
Jakkolwiek z założenia jest to rejon miejski, to jednak w przeciwieństwie do wielu tego typu rejonów położonych na terenie Rosji, nie obejmuje on niewielkiego terenu, ograniczonego do samego tylko obszaru miasta, ale także znaczne tereny wiejskie i leśne, zaś w jego skład wchodzi nie tylko jedno miasto, lecz także dwa mniejsze oraz spora liczba wiosek. O nadaniu temu obszarowi statusu rejonu miejskiego zadecydowała prawdopodobnie dość wysoka gęstość zaludnienia; w sąsiednim, nieznacznie większym (o ok. 100 km²) rejonie łachdienpochskim jest ona ponad dwukrotnie mniejsza.

## Powierzchnia
Rejon ma powierzchnię 2100 km².; większość obszaru pokrywa tajga, sosnowo-świerkowa, z domieszką drzew liściastych, głównie brzozy i osiki. Na terenie tym znajdują się liczne drobne jeziorka i rzeczki. Sporą część obszaru rejonu stanowią bagna i torfowiska. Relatywnie duży, jak na karelskie warunki, procent ziem wykorzystywany jest rolniczo.

## Ludność
Rejon zamieszkany jest przez 34.669 osób (2005 r.), głównie Rosjan, osiadłych w tej okolicy po II wojnie światowej, po wysiedleniu Finów. W rejonie żyją także rdzenni mieszkańcy Karelii – Karelowie. Kilkuprocentowy udział w populacji mają też dwie inne napływowe nacje: Ukraińcy i Białorusini.
Osadnicy niewywodzący się z autochtonicznej ludności zamieszkują niemal wyłącznie w większych ośrodkach osadniczych, poza nimi większość mieszkańców stanowią Karelowie.
7.947 osób zamieszkuje na wsiach, a ludność miejska stanowi 77% ogółu populacji, co jak na rejon miejski jest liczbą dość niską.
W ostatnich latach populacja rejonu, tak jak populacja całej Karelii zmniejsza się w wyniku emigracji ludności do większych miast w Rosji w poszukiwaniu pracy oraz niskiego przyrostu naturalnego. Ponieważ wyjeżdżają głównie ludzie młodzi, średnia wieku mieszkańców rejonu jest wysoka, i wynosi ponad 40 lat dla kobiet i ok. 35 dla mężczyzn, przy czym na wsiach jest ona o ok. 5 lat wyższa niż w ośrodkach miejskich.
Średnia gęstość zaludnienia w rejonie wynosi poniżej 16,5 os./km².

## Miasta
Głównym miastem rejonu jest Sortawała, zamieszkana przez 20.484 mieszkańców (2005 r.), stanowiąca ośrodek administracyjny tej jednostki podziału terytorialnego. Poza nią na terenie rejonu znajdują się dwa osiedla typu miejskiego:
- Wiartsilia – 3107 mieszkańców
- Cheliulia – 3131 mieszkańców.

## Historia
Obszar rejonu jest historycznie związany z Finlandią i znajdował się granicach tego kraju aż do roku 1940, kiedy to w wyniku przegranej wojny musiała ona przekazać pewne obszary (w tym tereny obecnego rejonu sortawalskiego) Związkowi Radzieckiemu, ten zaś włączył je w skład nowo utworzonej Karelo-Fińskiej Socjalistycznej Republiki Radzieckiej, której kontynuacją jest obecna Republika Karelii.

## Gospodarka
Gospodarka rejonu, podobnie jak gospodarka całej Karelii po rozpadzie ZSRR pogrążona jest w kryzysie.
Podstawowymi źródłami utrzymania dla mieszkańców rejonu jest praca w przemyśle, uprawa ziemi i chów zwierząt, pozyskiwanie drewna, a także, w niewielkim stopniu, myślistwo i rybołówstwo.
Duże znaczenie gospodarcze odgrywa szeroko rozumiana sfera usługowa.

### Przemysł
W Sortawale rozwinięty jest przemysł środków transportu, maszynowy, drzewny, materiałów budowlanych, spożywczy, celulozowo-papierniczy i lekki. Rozwija się tutaj turystyka, w tym turystyka uzdrowiskowa. Także i w innych większych ośrodkach osadniczych znajduje się niewielki przemysł drzewny oraz małe zakłady przemysłu spożywczego (jak piekarnie czy masarnie), zatrudniające po kilka-kilkanaście osób, produkujące na potrzeby rynku lokalnego.

### Rolnictwo
Rejon Sortawały jest położony na terenie jednego z dwóch obszarów Karelii, będących rolniczymi zagłębiami tego kraju. Uprawiane głównie są ziemniaki oraz rośliny pastewne, a także warzywa oraz zboża: przede wszystkim jęczmień, rzadziej żyto i owies. W rejonie, z uwagi na dość łagodny klimat uprawiane są ponadto owoce.
Istotne znaczenie odgrywa także chów zwierząt. Poza typowymi zwierzętami gospodarskimi jak bydło domowe i trzoda chlewna w rejonie hodowane są także zwierzęta futerkowe, głównie norki i lisy polarne (pieśce).

### Turystyka
W ostatnich latach władze rejonu, chcąc przezwyciężyć skutki kryzysu gospodarczego, starają się przyciągnąć do rejonu turystów. Atutami mającymi przyciągnąć gości mają być walory turystyczno – krajobrazowe rejonu, a także zabytki architektoniczne, spośród których najważniejszym jest zespół klasztorny Walaam.
Klasztor ten, zarówno w celu zwiedzania, jak i z powodów religijnych odwiedza ok. 100.000 osób rocznie.
Władze w dużej mierze liczą na turystów zagranicznych, zwłaszcza z pobliskiej Finlandii, do której obszar ten należał do roku 1944.
W rejonie istnieje też turystyka uzdrowiskowa.

## Bogactwa naturalne
Na terenie rejonu wydobywa się surowce mineralne wykorzystywane w przemyśle budowlanym, spośród których najważniejszymi są różne odmiany granitu i marmur. Kamieniołomy te są eksploatowane od XVIII w.

## Klimat
Na terenie Rejonu panuje klimat umiarkowany chłodny, przejściowy pomiędzy morskim a kontynentalnym. Jest on w znacznym stopniu łagodzony bliskością Morza Bałtyckiego i jeziora Ładoga.
Średnia roczna temperatura powietrza wynosi ok. 4,5°. Średnia temperatura najchłodniejszego miesiąca – stycznia wynosi -9 °C, zaś najcieplejszego – czerwca – +16 °C. Okres bez przymrozków wynosi ok. 130-150 dni.
W rejonie notuje się wysoki poziom opadów (średnio 550 mm.), głównie w postaci deszczu, których największe nasilenie ma miejsce w sierpniu.